# Palheiro do Mar
Palheiro do Mar est un îlot situé dans l'archipel des îles Selvagens, à Madère, au Portugal.